# 戈爾鎮區 (堪薩斯州索姆奈縣)
戈爾鎮區（英語：Gore Township）為美國堪薩斯州索姆奈縣轄下的鎮區。2010年美国人口普查中此鎮區人口有2,105人。

## 地理
戈爾鎮區涵蓋總面積為84.0平方（32.42平方英里），其中陸地面積為82.5平方（31.87平方英里），水域面積為1.4平方（0.55平方英里）或1.70%。

## 人口統計
根據2010年美國人口普查，戈爾鎮區人口有2,105人，其中男性有1,050人，女性有1,055人，人口密度為每平方公里25.08人，住房計920戶。鎮區內的白人有2,007人，非裔美國人有9人，美洲原住民有27人，亞裔美國人有9人，太平洋島裔美國人有1人，其他種族有14人，混血種族則有38人。此外鎮區內有82人為西班牙裔或拉丁裔美國人。此鎮區之年齡中位數為40.4歲，而男性年齡中位數為38.4歲，女性年齡中位數為43.8歲。

## 交通

### 主要公路
- 15號堪薩斯州州道
- 53號堪薩斯州州道
- 55號堪薩斯州州道